# Camille Pelletan
Camille Pelletan (ur. 1846, zm. 1915), polityk i publicysta francuski, wolnomularz.
Był ministrem floty w gabinecie Combesa (1902–1905).
Autor:
- Les Guerres de la Revolution, 1894.